# Череповецкое областное училище искусств и художественных ремёсел имени Верещагина
Череповецкое областное училище искусств и художественных ремесел — учебное заведение в Череповце.

## История
Впервые свою работу Училище искусств начало летом 1969 года с открытия музыкального отделения. В тот же год было подписан приказ о создании нового самостоятельного учебного заведения в Череповце. Большую роль в жизни Музыкального училища сыграл заслуженный работник культуры России Евгений Анатольевич Колесников (1923—1996). Первыми преподавателями стали опытные музыканты из единственной тогда в городе музыкальной школы, коллективов самодеятельности и молодые выпускники консерваторий, музыкальных вузов и училищ страны. Спектр специальностей постепенно расширялся.
При первом директора Л. Г. Ермошиной зимой 1978 года училище переехало в собственное здание.
С 1990 года начинается реализация программ дополнительного образования детей художественно-эстетической направленности.
В 1991 году В. Е. Позгалёвым было принято решение о передаче комплекса зданий Череповецкого городского комитета КПСС Череповецкому музыкальному училищу для создания нового учебного заведения. В 1992 году по инициативе директора училища Е. В. Покотилова и при поддержке Главы города В. Е. Позгалева Череповецкое музыкальное училище было преобразовано в «Областное училище искусств и художественных ремесел им. В. В. Верещагина». В тот же год в его структуре появились два новых отделения: хореографическое и художественное.
За 40 лет своего существования учебное заведение выпустило более 1700 специалистов, молодых преподавателей, членов Союзов художников, артистов творческих коллективов. Учебные творческие коллективы, созданные на базе училище, со временем получили статус профессиональных концертных организаций: Городской симфонический оркестр, Камерный хор «Воскресение», Детский музыкальный театр, Губернаторский оркестр русских народных инструментов.